# Pierre Guastalla
Pour les articles homonymes, voir Guastalla.
Pierre Guastalla, né le 5 août 1891 à Saint-Cloud et mort le 8 octobre 1968, est un peintre, illustrateur, graveur sur cuivre, xylographe et lithographe français.

## Biographie
Pierre Guastalla naît le 5 août 1891 à Saint-Cloud, dans les Hauts-de-Seine, fils d’Élie dit Jules Guastalla, rentier, et Louise-Henriette Dann.
Il effectue de brillantes études qui le conduisent à obtenir le diplôme d'ingénieur de l’École centrale des Arts et Manufactures, promotion 1912. Mobilisé en 1914 comme sous-lieutenant d'artillerie, il passe dans l'aviation en 1917 comme lieutenant. Ses services civils et militaires lui valent la Croix de guerre 1914-1918 et la croix de chevalier de la Légion d'honneur en 1934 (remobilisé en 1939, il effectuera la guerre avec le grade de commandant de l'armée de l'Air et obtiendra la Médaille des évadés et la croix d'officier de la Légion d'honneur en 1949).
La guerre terminée, il se consacre à l'art. Élève libre à l'Académie Ranson, formé par Jacques Beltrand, il est l'un des jeunes graveurs les plus productifs de son temps, actif de 1921 à 1968 : xylographies, eaux-fortes, pointes sèches au diamant, lithographies, soit environ 600 planches. Ses thèmes englobent des paysages, des marines, des nus. Il expose au Salon des indépendants et dans différents endroits tandis que ses peintures figurent dans plusieurs musées.
Il est l'un des fondateurs de la Jeune Gravure contemporaine en 1929, salué par Gustave Kahn et Paul Fierens. 
Également écrivain, il publie un Traité d'esthétique en 1928 et un carnet de voyage intitulé Aix-en-Provence et la Montagne Sainte-Victoire publié chez G. Leblanc à Paris en 1965.
Pierre Guastalla meurt le 8 octobre 1968 à Paris. Il avait épousé en 1919 Lina Assher.

## Expositions
- Du côté d'Auteuil - Paysages : Yves Brayer, Maurice Brianchon, Pierre Guastalla, Marcelle Brunswig, Jean-Francis Laglenne, Jacques Lestrille, Albert Marquet, André Planson, Maurice Utrillo, Galerie Le Point du jour, 129bis, boulevard Murat, Paris, décembre 1951 - janvier 1952[8].
- Le pétrole vu par 100 peintres , Musée Galliera, Paris, octobre 1959 ; œuvre présentée : Poésie du laboratoire.
- 1er Salon Biarritz - San Sebastián : École de Paris, peinture, sculpture, casino de Biarritz et Musée San Telmo, Saint-Sébastien (Espagne), juillet-septembre 1965.

## Musées et collections publiques
- Musée national des beaux-arts du Québec[9]